# Aidemona sonorae
Aidemona sonorae är en insektsart som beskrevs av Roberts 1947. Aidemona sonorae ingår i släktet Aidemona och familjen gräshoppor. Inga underarter finns listade i Catalogue of Life.